# Stenelaphus alienus
Stenelaphus alienus är en skalbaggsart som först beskrevs av Leconte 1875.  Stenelaphus alienus ingår i släktet Stenelaphus och familjen långhorningar. Inga underarter finns listade i Catalogue of Life.